# Fotbalový klub Baumit Jablonec
Il Fotbalový klub Baumit Jablonec, o, più semplicemente, Jablonec, è una società calcistica ceca con sede nella città di Jablonec nad Nisou. Milita nella 1. liga, la massima serie del campionato ceco di calcio.
I suoi colori sociali sono il verde e il bianco. Disputa le partite in casa nello Stadion Střelnice (6.108 posti).

## Storia
Fondato nel 1945 con il nome di Cesky SK Jablonec, ha cambiato varie volte denominazione, per assumere quella attuale di Fotbalový klub Baumit Jablonec nel 2015. Esordì nella massima serie cecoslovacca nella stagione 1974-1975 e vi rimase per due annate, prima della retrocessione del 1976.
Vincendo il campionato ceco di seconda divisione nel 1993-1994, esordì nella massima serie ceca nel 1994-1995, tornando così in massima divisione nel nuovo stato. Terzo nel 1996-1997, si qualificò per la Coppa UEFA 1997-1998, in cui ottenne due vittorie e due pareggi, eliminando gli azeri del Qarabağ e venendo estromesso dagli svedesi dell'Örebro. Nel 1997-1998 vinse la Coppa della Repubblica Ceca battendo in finale per 2-1 dopo i tempi supplementari il Drnovice allo Stadio Evžen Rošický di Praga. Si assicurò così la qualificazione alla Coppa delle Coppe 1998-1999, in cui uscì ai sedicesimi di finale contro i ciprioti dell'Apollōn Limassol.
Finalista della Coppa della Repubblica Ceca 2006-2007, si qualificò per le coppe europee (nello specifico la Coppa UEFA 2007-2008) dato che l'altra finalista, lo Sparta Praga si era qualificata per la UEFA Champions League vincendo il campionato.
Nel 2009-2010 si classificò secondo in campionato, miglior piazzamento nella storia del club, ad un solo punto dallo Sparta Praga campione. Qualificatosi dunque per la UEFA Europa League 2010-2011, lo Jablonec uscì contro i ciprioti dell'APOEL. Nel 2010-2011 giunse terzo in campionato e piazzò il proprio attaccante David Lafata al primo posto della classifica dei marcatori con 19 gol. Nella UEFA Europa League 2011-2012 eliminò gli albanesi del Flamurtari Valona, ma uscì contro gli olandesi dell'AZ Alkmaar. Con 25 gol nel campionato 2010-2011, Lafata si laureò ancora una volta capocannoniere del torneo, ma lo Jablonec giunse ottavo. Lafata segnò poi 13 gol in 16 presenze nella prima parte del campionato ceco 2012-2013, prima di passare allo Sparta Praga. Il 17 maggio 2013 vinse per la seconda volta la coppa nazionale battendo per 5-4 ai tiri di rigore il Mladá Boleslav, dopo lo 0-0 dei 90 minuti.
Nella 1. liga 2017-2018 conclude al terzo posto con 56 punti (dietro a Viktoria Plzen e Slavia Praga), piazzamento che consente ai cechi di qualificarsi automaticamente per la fase a gironi di UEFA Europa League 2018-2019. Il cammino europeo, però, non è semplice ed il raggruppamento K con Dinamo Kiev, Astana e Rennes viene concluso al quarto posto con 5 punti.

## Palmarès

### Competizioni nazionali
- Coppa della Repubblica Ceca: 2

1997-1998, 2012-2013
- Supercoppa della Repubblica Ceca: 1

2013
- Druhá liga: 1

1993-1994
- Česka fotbalová liga: 1

1991-1992

### Altri piazzamenti
- Campionato ceco:

Secondo posto: 2009-2010
Terzo posto: 1995-1996, 1996-1997, 2010-2011, 2014-2015, 2017-2018, 2020-2021
- Coppa della Repubblica Ceca:

Finalista: 2002-2003, 2006-2007, 2009-2010, 2014-2015, 2015-2016, 2017-2018
Semifinalista: 1994-1995, 2011-2012, 2013-2014, 2021-2022

## Statistiche

### Statistiche nelle competizioni UEFA
La squadra ha preso parte alla fase a gironi di UEFA Europa League 2018-2019, inserita nel raggruppamento K con Astana, Dinamo Kiev e Stade Rennes. Conclude il cammino al quarto posto con 5 punti, frutto di due pareggi ed una vittoria (avvenuta alla sesta giornata in casa degli ucraini, già sicuri del primato del girone).
Tabella aggiornata alla fine della stagione 2021-2022.
| Competizione                  | Partecipazioni | G  | V | N | P  | RF | RS |
| ----------------------------- | -------------- | -- | - | - | -- | -- | -- |
| Coppa delle Coppe             | 1              | 2  | 1 | 0 | 1  | 3  | 3  |
| Coppa UEFA/UEFA Europa League | 11             | 31 | 8 | 8 | 15 | 43 | 51 |
| UEFA Europa Conference League | 1              | 8  | 3 | 3 | 2  | 14 | 9  |

## Organico

### Rosa 2024-2025
| N. |                      | Ruolo | Calciatore                 |
| -- | -------------------- | ----- | -------------------------- |
| 1  | Rep. Ceca (bandiera) | P     | Jan Hanuš                  |
| 2  | Rep. Ceca (bandiera) | D     | Antonín Vaníček            |
| 3  | Rep. Ceca (bandiera) | C     | Tomáš Hübschman (capitano) |
| 4  | Rep. Ceca (bandiera) | D     | David Štěpánek             |
| 5  | Rep. Ceca (bandiera) | D     | Libor Holík                |
| 6  | Rep. Ceca (bandiera) | C     | Filip Souček               |
| 8  | Rep. Ceca (bandiera) | C     | David Houska               |
| 10 | Burundi (bandiera)   | C     | Bienvenue Kanakimana       |
| 11 | Rep. Ceca (bandiera) | A     | Matěj Náprstek             |
| 14 | Rep. Ceca (bandiera) | D     | Daniel Souček              |
| 17 | Rep. Ceca (bandiera) | C     | Miloš Kratochvíl           |
| 19 | Rep. Ceca (bandiera) | A     | Jan Chramosta              |
| 21 | Rep. Ceca (bandiera) | C     | Matěj Polidar              |

| N. |                       | Ruolo | Calciatore              |
| -- | --------------------- | ----- | ----------------------- |
| 22 | Rep. Ceca (bandiera)  | D     | Jakub Martinec          |
| 23 | Rep. Ceca (bandiera)  | C     | Petr Ševčík             |
| 24 | Rep. Ceca (bandiera)  | C     | Dominik Pleštil         |
| 25 | Slovacchia (bandiera) | C     | Sebastian Nebyla        |
| 26 | Slovacchia (bandiera) | C     | Dominik Hollý           |
| 28 | Rep. Ceca (bandiera)  | P     | Vilém Fendrich          |
| 33 | Camerun (bandiera)    | C     | Alexis Alégué           |
| 34 | Rep. Ceca (bandiera)  | D     | Krystof Karban          |
| 37 | Rep. Ceca (bandiera)  | A     | Matouš Krulich          |
| 40 | Rep. Ceca (bandiera)  | A     | Albert Kotlin           |
| 77 | Georgia (bandiera)    | C     | Vakhtang Chanturishvili |
| 95 | Rep. Ceca (bandiera)  | C     | Michal Černák           |

### Rosa 2023-2024
| N. |                      | Ruolo | Calciatore                 |
| -- | -------------------- | ----- | -------------------------- |
| 1  | Rep. Ceca (bandiera) | P     | Jan Hanuš                  |
| 2  | Rep. Ceca (bandiera) | D     | Antonín Vaníček            |
| 3  | Rep. Ceca (bandiera) | C     | Tomáš Hübschman (capitano) |
| 4  | Rep. Ceca (bandiera) | D     | David Štěpánek             |
| 5  | Rep. Ceca (bandiera) | D     | Libor Holík                |
| 6  | Rep. Ceca (bandiera) | C     | Filip Souček               |
| 8  | Rep. Ceca (bandiera) | C     | David Houska               |
| 10 | Burundi (bandiera)   | C     | Bienvenue Kanakimana       |
| 11 | Rep. Ceca (bandiera) | A     | Matěj Náprstek             |
| 14 | Rep. Ceca (bandiera) | D     | Daniel Souček              |
| 17 | Rep. Ceca (bandiera) | C     | Miloš Kratochvíl           |
| 19 | Rep. Ceca (bandiera) | A     | Jan Chramosta              |
| 21 | Rep. Ceca (bandiera) | C     | Matěj Polidar              |

| N. |                       | Ruolo | Calciatore              |
| -- | --------------------- | ----- | ----------------------- |
| 22 | Rep. Ceca (bandiera)  | D     | Jakub Martinec          |
| 23 | Rep. Ceca (bandiera)  | A     | Václav Drchal           |
| 24 | Rep. Ceca (bandiera)  | C     | Dominik Pleštil         |
| 25 | Slovacchia (bandiera) | C     | Sebastian Nebyla        |
| 26 | Slovacchia (bandiera) | C     | Dominik Hollý           |
| 28 | Rep. Ceca (bandiera)  | P     | Vilém Fendrich          |
| 33 | Camerun (bandiera)    | C     | Alexis Alégué           |
| 34 | Rep. Ceca (bandiera)  | D     | Krystof Karban          |
| 37 | Rep. Ceca (bandiera)  | A     | Matouš Krulich          |
| 40 | Rep. Ceca (bandiera)  | A     | Albert Kotlin           |
| 77 | Georgia (bandiera)    | C     | Vakhtang Chanturishvili |
| 95 | Rep. Ceca (bandiera)  | C     | Michal Černák           |

### Rosa 2020-2021
| N. |                       | Ruolo | Calciatore                 |
| -- | --------------------- | ----- | -------------------------- |
| 1  | Rep. Ceca (bandiera)  | P     | Jan Hanuš                  |
| 2  | Rep. Ceca (bandiera)  | D     | Antonín Vaníček            |
| 3  | Rep. Ceca (bandiera)  | C     | Tomáš Hübschman (capitano) |
| 4  | Rep. Ceca (bandiera)  | D     | David Štěpánek             |
| 5  | Rep. Ceca (bandiera)  | D     | Libor Holík                |
| 6  | Rep. Ceca (bandiera)  | C     | Tomáš Malínský             |
| 7  | Slovacchia (bandiera) | C     | Jakub Považanec            |
| 8  | Rep. Ceca (bandiera)  | C     | David Houska               |
| 10 | Rep. Ceca (bandiera)  | C     | Tomáš Čvančara             |
| 11 | Rep. Ceca (bandiera)  | C     | Václav Pilař               |
| 12 | Rep. Ceca (bandiera)  | D     | Jaroslav Zelený            |
| 13 | Rep. Ceca (bandiera)  | D     | Tomáš Vajner               |
| 14 | Rep. Ceca (bandiera)  | P     | Tomáš Smejkal              |

| N. |                      | Ruolo | Calciatore          |
| -- | -------------------- | ----- | ------------------- |
| 15 | Rep. Ceca (bandiera) | A     | Martin Doležal      |
| 16 | Rep. Ceca (bandiera) | A     | Jan Krob            |
| 17 | Rep. Ceca (bandiera) | A     | Miloš Kratochvíl    |
| 19 | Rep. Ceca (bandiera) | A     | Vojtěch Werani      |
| 22 | Rep. Ceca (bandiera) | D     | Jakub Martinec      |
| 23 | Rep. Ceca (bandiera) | D     | Michal Surzyn       |
| 24 | Rep. Ceca (bandiera) | C     | Dominik Pleštil     |
| 25 | Rep. Ceca (bandiera) | A     | Michal Kinčl        |
| 27 | Rep. Ceca (bandiera) | C     | Vojtěch Kubista     |
| 28 | Rep. Ceca (bandiera) | P     | Patrik Haitl        |
| 30 | Rep. Ceca (bandiera) | P     | Vlastimil Hrubý     |
| 31 | Ghana (bandiera)     | P     | Torfiq Ali-Abubakar |

### Rosa 2018-2019
Aggiornata al 5 luglio 2018.
| N. |                       | Ruolo | Calciatore                 |
| -- | --------------------- | ----- | -------------------------- |
| 1  | Rep. Ceca (bandiera)  | P     | Jan Hanuš                  |
| 2  | Rep. Ceca (bandiera)  | D     | David Hovorka              |
| 3  | Rep. Ceca (bandiera)  | C     | Tomáš Hübschman (capitano) |
| 5  | Rep. Ceca (bandiera)  | D     | Matěj Hanousek             |
| 6  | Rep. Ceca (bandiera)  | C     | Miloš Kratochvíl           |
| 7  | Slovacchia (bandiera) | C     | Jakub Považanec            |
| 8  | Rep. Ceca (bandiera)  | C     | Lukáš Masopust             |
| 9  | Lettonia (bandiera)   | A     | Dāvis Ikaunieks            |
| 10 | Rep. Ceca (bandiera)  | C     | Michal Trávník             |
| 13 | Rep. Ceca (bandiera)  | D     | David Lischka              |
| 15 | Rep. Ceca (bandiera)  | A     | Martin Doležal             |
| 17 | Rep. Ceca (bandiera)  | A     | Tomáš Čvančara             |

| N. |                       | Ruolo | Calciatore       |
| -- | --------------------- | ----- | ---------------- |
| 18 | Uruguay (bandiera)    | C     | Rafael Acosta    |
| 19 | Rep. Ceca (bandiera)  | A     | Jan Chramosta    |
| 20 | Rep. Ceca (bandiera)  | P     | Martin Klement   |
| 21 | Ucraina (bandiera)    | D     | Eduard Sobol     |
| 22 | Serbia (bandiera)     | D     | Nikola Janković  |
| 23 | Rep. Ceca (bandiera)  | D     | Tomáš Břečka     |
| 24 | Rep. Ceca (bandiera)  | C     | Dominik Pleštil  |
| 25 | Montenegro (bandiera) | A     | Vladimir Jovović |
| 26 | Rep. Ceca (bandiera)  | D     | Tomáš Holeš      |
| 27 | Rep. Ceca (bandiera)  | C     | Vojtěch Kubista  |
| 29 | Rep. Ceca (bandiera)  | P     | Adam Richter     |
| 30 | Rep. Ceca (bandiera)  | P     | Vlastimil Hrubý  |

### Rosa 2014-2015
| N. |                                 | Ruolo | Calciatore      |
| -- | ------------------------------- | ----- | --------------- |
| 1  | Rep. Ceca (bandiera)            | P     | Michal Špit     |
| 3  | Rep. Ceca (bandiera)            | D     | Tomáš Hübschman |
| 4  | Rep. Ceca (bandiera)            | D     | Luděk Pernica   |
| 5  | Rep. Ceca (bandiera)            | C     | Marián Kovář    |
| 6  | Rep. Ceca (bandiera)            | D     | Marek Kysela    |
| 7  | Rep. Ceca (bandiera)            | C     | Filip Novák     |
| 8  | Brasile (bandiera)              | C     | Daniel Rossi    |
| 9  | Bosnia ed Erzegovina (bandiera) | C     | Nermin Crnkić   |
| 11 | Rep. Ceca (bandiera)            | A     | Tomáš Jun       |
| 12 | Rep. Ceca (bandiera)            | D     | Milan Mišůn     |
| 13 | Turkmenistan (bandiera)         | C     | Ruslan Mingazov |
| 14 | Rep. Ceca (bandiera)            | A     | Antonín Fantiš  |
| 15 | Rep. Ceca (bandiera)            | C     | Luboš Loučka    |

| N. |                      | Ruolo | Calciatore       |
| -- | -------------------- | ----- | ---------------- |
| 16 | Spagna (bandiera)    | D     | Romera           |
| 17 | Rep. Ceca (bandiera) | A     | Michal Skwarczek |
| 18 | Rep. Ceca (bandiera) | A     | Pavel Moulis     |
| 20 | Rep. Ceca (bandiera) | P     | Jan Šebek        |
| 21 | Rep. Ceca (bandiera) | A     | Michal Hubník    |
| 22 | Rep. Ceca (bandiera) | C     | Tomáš Čížek      |
| 23 | Rep. Ceca (bandiera) | D     | Vít Beneš        |
| 25 | Rep. Ceca (bandiera) | A     | Martin Doležal   |
| 26 | Rep. Ceca (bandiera) | D     | Martin Pospíšil  |
| 27 | Rep. Ceca (bandiera) | D     | Vojtěch Kubista  |
| 29 | Rep. Ceca (bandiera) | P     | Roman Valeš      |
| 30 | Rep. Ceca (bandiera) | P     | Vlastimil Hrubý  |